# Piła (powiat opolski)
Piła – osada leśna w Polsce położona w województwie opolskim, w powiecie opolskim, w gminie Turawa.